# Mvenge
Mvenge je kraj koji pripada Kidžitonjama oblasti, u administrativnom Kinondoni okrugu Dar es Salam regiona, u Tanzaniji. Kraj se nalazi osam kilometara severozapadno od centralnog poslovnog centra Dar es Salama. Dar es Salam regionu pripadaju još i Ilala okrug, Temeke, Kigamboni i Ubungo, pored Kinondoni okruga koji se prostire na površini od 527 kvadratnih kilometara, i u kom živi  982.328 stanovnika (prema popisu iz 2022. godine). Pored Mvenge, Kidžitonjama oblast je sačinjena i od drugih krajeva (Mitaa - na Svahili jeziku) kao što su: Aliamua A, Aliamua B, Bvavani, Kidžitonjama, Mpakani A, Mpakani B, i Nzasa. 

## Makonde zajednica
Mvenge je posebno poznat po najvećoj populaciji Makonde etničke grupe, koja nastanjuje i predele Mozambika i Kenije. Treći predsednik Tanzanije, Bendžamin Mkapa, je pripadao Makonde narodu. Populacija Makonde naroda u Tanzaniji se procenjuje na oko 1.200.000 ljudi, a jezik ovog naroda je poznat kao Čimakonde, jedna vrsta Bantu jezika koja je blisko povezana sa Jao. Makonde narod je imigrirao iz severnog Mozambika i naselili su južnu visoravan Tanzanije, i čuveni su po njihovim složenim rezbarijama u drvetu koje prikazuju razne apekte života i njihova tradicionalna verovanja. 
Makonde skulpture su naširoko poznate i veoma tražene i zbog toga su Dar es Salam pijace postala jedna od glavnih turističkih atrakcija u Tanzaniji. Pored toga što se skulpture mogu kupiti na rezbarskoj pijaci u Mvengeu, mnogi skulpturi pored tezgi imaju i radionice gde posetioci mogu da gledaju proces stvaranja Makonde skulptura. Postoji osam različitih stilova Makonde skulptura, a za neka dela su potrebni meseci, ili godine, da bi se završila.